# 总统每日简报

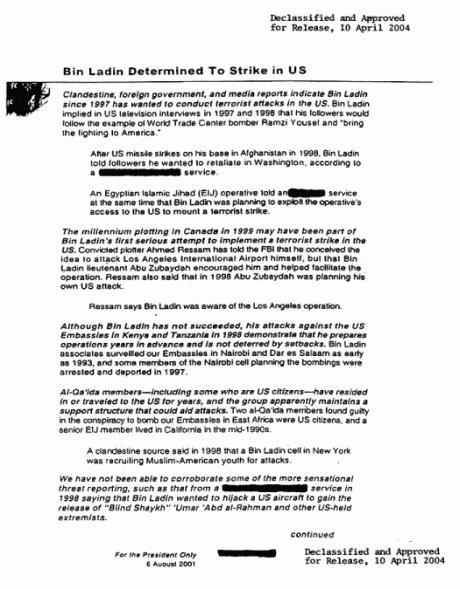
2001年8月6日的《总统每日简报》，標題為「賓拉登決定在美國發動攻擊」

《总统每日简报》是每天早上呈交给美国总统的一份高度机密的情报文件，由下属的中央情报局、国防情报局、国家安全局等其他美国情报机构提交给国家情报总监负责制作和递交给白宫。
简报的起始日期等由于缺少公开信息而尚不明确，但至少自福特总统以来就已存在。《总统每日简报》是一本蓝色的三环活页笔记本，封页上印有“总统每日简报”。内容是中央情报局认为在过去24小时发生的最重要的事情和信息，包括针对美国的潜在恐怖威胁以及外国领导人的身体状况等。曾担任克林顿总统首任中央情報總監的詹姆斯·沃尔西称：“如果有什么新的、令人兴奋的以及重要的事情，这都是《总统每日简报》的主要内容，就像是报纸的头版。”
据说，《总统每日简报》由中央情报局的一位汇报者和局长于每天上午8时送到总统的办公室，这个时候通常还会有三个人在场，副总统、国家安全顾问以及白宮幕僚長，他们会得到这份简报的复印本。而国务卿和国防部长也有一份。另外卸任总统以及从当选到正式上任期间的候任总统通常也能得到該简报。等相关人士看完之后，简报将会被中央情报局总部收回。
简报裏的内容也并非绝对正确，在情报的可信度和轻重分量上仍可能会有疏漏，但其重要性依然不言而喻。
《总统每日简报》的内容第一次向公众解密是2004年4月，当时美国国会正就911事件进行调查，独立调查委员会要求白宫解密2001年8月6日当天的《总统每日简报》。